# ラミア戦争
ラミア戦争（ラミアせんそう、紀元前323年 - 紀元前322年）は、マケドニア王国とその同盟国ボイオーティアと、それらに敵対するアテネやアエトリア同盟を含むギリシャの都市連合の間で起きた戦い。戦争にはマケドニアが勝利した。
紀元前323年、アレクサンドロス3世（大王）は彼の将官らによって治められていた帝国をまだ生まれていなかった息子、アレクサンドロス4世に遺して死亡した。亡命していたデモステネスはアテナイに帰国し、再度反マケドニア運動を展開、アテナイはマケドニア王国の支配を脱すべく、反乱を起こし、それを機にマケドニアを切り離したギリシャの都市連合を作ろうと試みた。レオステネス率いるギリシャ軍は北進する前の初期にボイオーティアをプラタイアで破っていた。そしてテルモピュライの戦いで摂政たるアンティパトロスを破った。破れたマケドニア軍はアンティパトロスがアジアからの援軍を待っている間にギリシャに包囲されていたラミアへ逃亡した。
しかしながら、陸上でのギリシャの勝利はダーダネルス海峡とアモルゴス島でアテネ艦隊がマケドニア海軍に負けたことで相殺された。制海権を得たマケドニアはヨーロッパへ軍を送ることが可能になり、ギリシャはマケドニアの援軍をラムヌスの戦いで破ったものの、マケドニアはラミアから撤退し、敗北した軍の残りを吸収することができた。そしてそのマケドニア軍はアジアからの援軍に助けられ、クランノンの戦いにてギリシャを破り、ギリシャの反乱を終わらせた。デモステネスは、マケドニアの追跡が迫る中で紀元前322年に服毒自殺をした。